# Ponte Alidosi

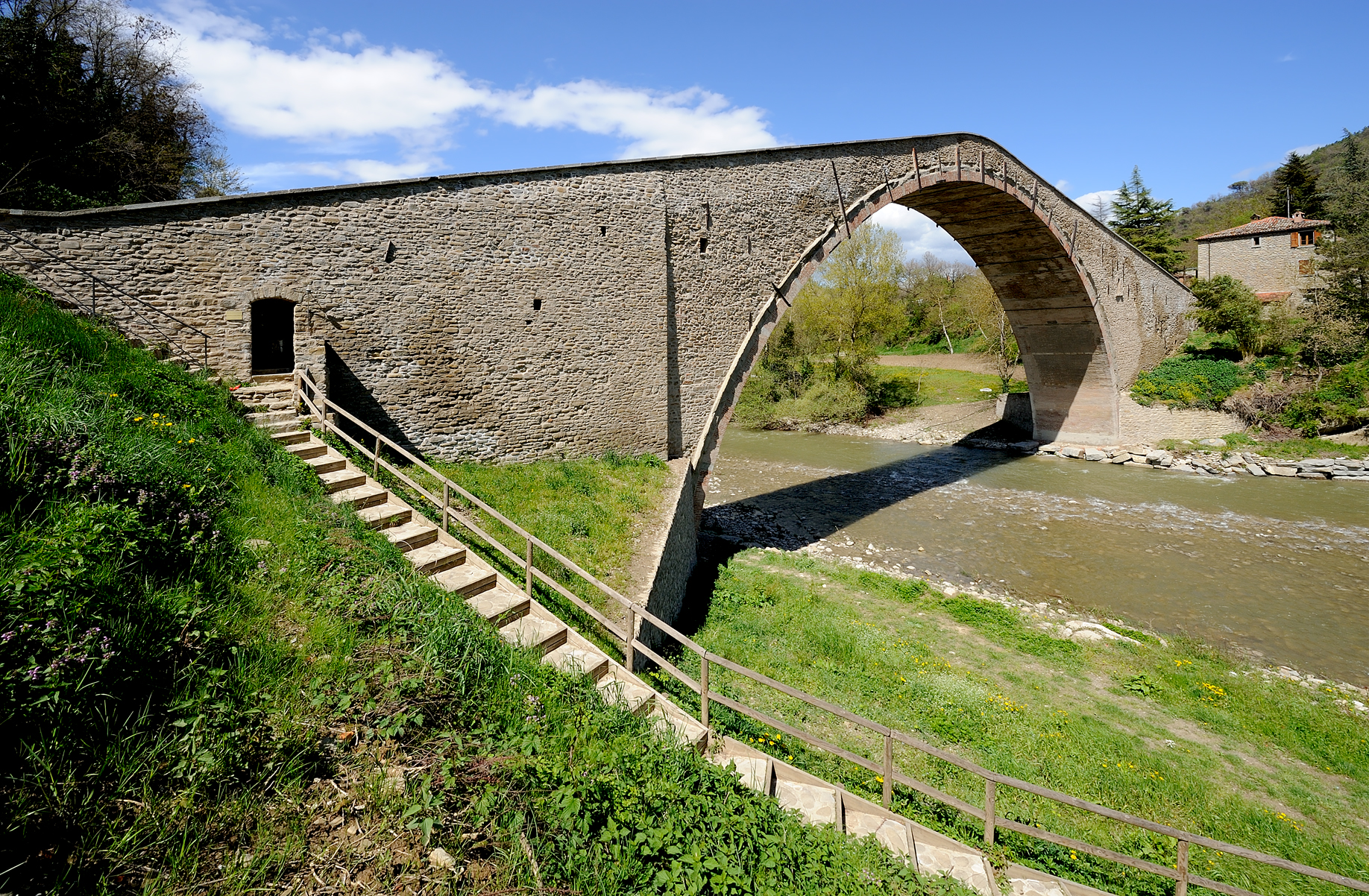
Ponte Aldosi med port till vakternas rum

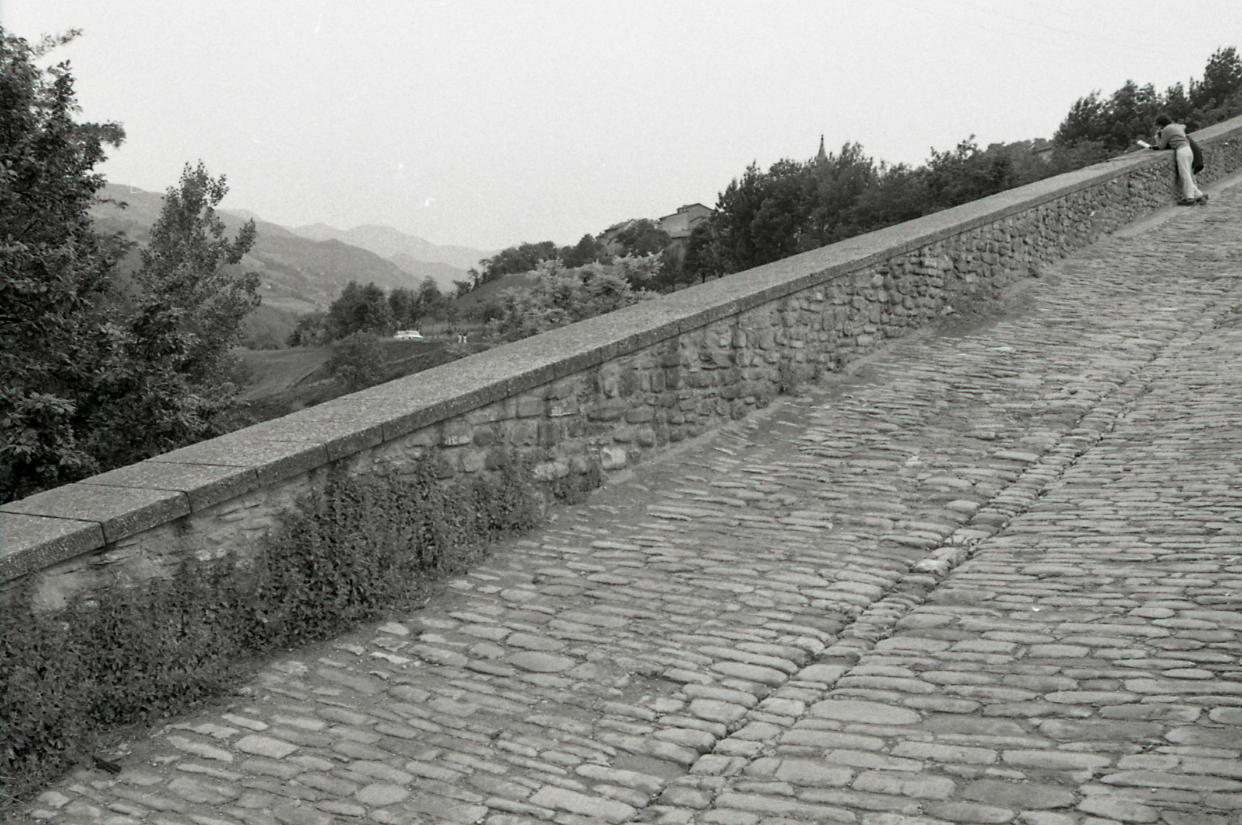
Vägbanan, 1971

Ponte Alidosi är en italiensk bro över floden Santerno vid Castel del Rio nära Bologna i Emilia-Romagna.
Bron konstruerades och byggdes från 1499 av Andrea Guerrieri, "magister muri" i Imola, på uppdrag av den lokale länsherren över Castel del Rio, Obizzo Alidosi. Den blev klar tjugo år senare och har restaurerats vid flera tillfällen. Större arbeten har genomförts 1715, 1862 och 2011. Den förklarades som byggnadsminne (monumento nazionale) 1897 enligt ett kungligt dekret.
Med bron ville familjen Alidosi symbolisera familjens styrka och stabilitet efter familjens tidigare förlust av länsherreskapet över Imola, samt genom att förbinda staden med Osta gynna stadens handelsekonomi. 
Ponte Alidosi är en bågbro i ett spann på 42 meter i sten av så kallad "puckelrygg"-typ. Inuti bron finns fem rum inbyggda, vilka användes av vaktpersonal.